# ジョン・ボン・ジョヴィ
ジョン・ボン・ジョヴィ（Jon Bon Jovi、本名：John Francis Bongiovi Jr.、ジョン・フランシス・ボンジョヴィ・ジュニア、1962年3月2日 - ）は、アメリカ合衆国ニュージャージー州出身のミュージシャン・俳優。ロックバンド・ボン・ジョヴィのリーダー。

## 来歴
ニュージャージー州パースアンボイにて、元米海兵隊で理髪店を営んでいたイタリアおよびスロバキアの血をひく父と、バニーガール後、海兵隊員になったドイツとロシアの血を引く母のもとに生まれる。彼にはアントニーとマシューという二人の兄弟がいる。また、彼はカトリックでもある。夏は祖父母とペンシルベニア州のエリーで新聞を売って過ごしていた。高校一・二年生の時はニュージャージーのメアチェンにあるセントヨゼフ高校に通い、その後はセアビルのセアビルウォーメモリアル高校に転校した。

## 人物

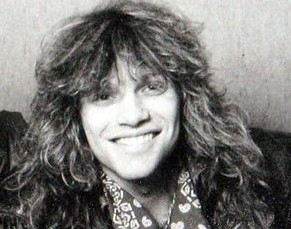
若き日のヘアメタル時代（1987年）

- ガラガラ声や甘いハスキーボイス等のボーカルスタイルが特徴で、綺麗な声や譜面通り歌えることはロック・ボーカリストに必要ないことを証明したと言われている[4]。また甘いルックスでありデビュー前に映画『フットルース』の主演候補にあがったこともあったほど。デビュー当時から現在に至るまでルックスはさほど変わっていない。また、BON JOVI はジョンを売り出すためのバックバンドだったが、ジョンの希望でバンドとしてデビューして現在に至った[5]。
- 詞と曲は主にリッチー・サンボラと共作、あるいは外部のソングライターと三人で作っている。曲作りはギターを使用し、曲によってはライブで弾き語りをする。
- ブルース・スプリングスティーンを敬愛しており、多大な影響を受けた[6]。
- 本名の苗字は Bongiovi（ボンジョーヴィ）だが、発音のしやすさ、表記の見やすさを考慮して「Bon Jovi」という芸名にしている。バンド名も同様。なお、Bongiovi はイタリア系の姓である。
- 高音の激しい曲などを歌い続けた影響により喉の状態が悪化していったため、少しでも喉の負担をやわらげるためにライブなどではキーを半音下げるなどをしている。

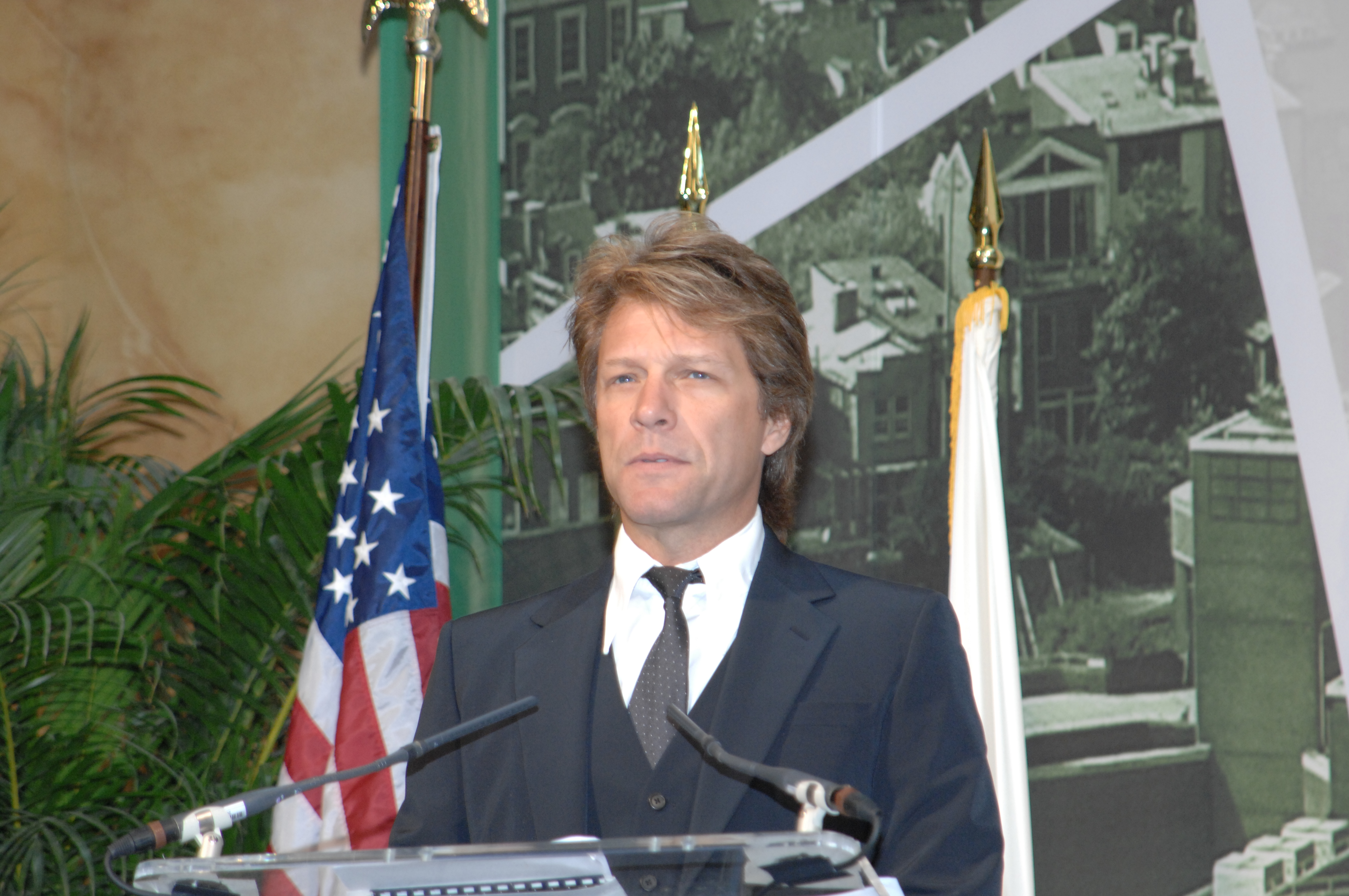
世界ハビタット・デーにて演説（2009年）

- 政治的には長く民主党を支持しており、寄付活動を行っている他、民主党の党大会で歌ったことがある。2010年にはバラク・オバマ大統領から「コミュニティーソリューション評議会」の委員に任命された[7]。
- 一方でニュージャージー州知事のクリス・クリスティ（共和党）とは友人関係にあり、彼が2016年大統領選の共和党予備選に出馬する際には曲の使用を許可した[8]。
- ダイアン・レインとの交際がかつてあった。
- 体毛が濃い事で有名で、映画出演の際には胸毛をすべて剃った上で収録にあたった。
- かつてフジテレビで放送されていたオークション番組『ハンマープライス』に直筆の書道を出品（抜いた自分の胸毛を付けて出品）したことがあり、およそ80万円で落札されている。ちなみに書いた文字は日本語で「もっこり」、左側には、「ぼんちゃん」と名前を書いている[9]。
- 2024年9月10日、BON JOVI のアルバム「Forever」の収録曲「The People’s House」のミュージックビデオを撮影中、橋から身投げしようとしていた女性に言葉をかけ、救助した[10]。

## ディスコグラフィ

### ソロ
- ブレイズ・オブ・グローリー Blaze Of Glory （1990年）
- デスティネーション・エニィホエア Destination Anywhere （1997年）
- デスティネーション・エニィホエア (VHS, DVD) Destination Anywhere （1997年）
- At The Starland Ballroom Live （2009年）

2009年2月23日に行われたライブを収録したCD。「BACKSTAGEJBJ.COM」により1500枚限定で配布されたもの。

### パワー・ステーション・イヤーズ
- The Power Station Years 1980-1983 （1997年）
- More Music From The Power Station Years （1997年）
- The Power Station Years: The Unreleased Recordings （2001年）

ジョンはデビュー前の下積み時代に、又従兄弟のトニー・ボンジョヴィが経営するザ・パワー・ステーションというスタジオで働いており、その頃にレコーディングされた音源が収録されている。なお、トニーが発売したものであり、ジョンの許可は得ていない。2009年に行われたファンクラブ会員向けのライブでは、これらのアルバムに収録されている曲を2曲演奏している。

## 主な出演作品
- ブルース・ウィリスの逆襲 The Return Of Bruno （1988） - 本人役でゲスト出演。
- ヤングガン2 Young Guns II （1990） - エキストラとしてのカメオ出演。主題歌も歌っている。
- ムーンライト&ヴァレンチノ Moonlight and Valentino （1995）
- 妻の恋人、夫の愛人 The Leading Man （1996）[11]
- リトル・シティ〜恋人たちの選択〜 Little City （1997）
- ストリート・オブ・エンジェル〜ニューヨークの天使〜 Row Your Boat （1998）
- ワイルド・スモーカーズ Homegrown （1998）
- ノー・ルッキング・バック No Looking Back （1998）
- セックス・アンド・ザ・シティ （1999） - 第2シーズン第13話にゲスト出演。
- ペイ・フォワード 可能の王国 Pay It Forward （2000）
- U-571 U-571 （2000）
- ヴァンパイア/黒の十字架 Vampires: Los Muertos （2002）
- アリー my Love Ally McBeal （2001-2002） - 第5シーズンにゲスト出演。
- Cry Wolf （2005）
- Pucked （2006）
- ニューイヤーズ・イヴ New Year's Eve (2011)